# Fort Dufferin
Le fort Dufferin était un poste du gouvernement canadien  situé au sud-du Manitoba, près de la frontière canado-américaine à Emerson. Le fort a été utilisé durant les années 1870 par la North American Boundary Commission et la police montée du Nord-Ouest et finalement comme poste d'immigration.

## Histoire
Le fort Dufferin a été construit en 1872 sur un site situé à trois kilomètres au nord de la frontière avec les États-Unis, sur la rive ouest de la rivière Rouge. Il a servi à l'origine comme base au contingent canado-britannique de la North American Boundary Commission, qui avait pour mission d'arpenter et de borner la frontière le long du 49e parallèle nord, à la suite de l'accord entre les Britanniques et les Américains dans la Convention de 1818. 
Après que les arpenteurs de la commission se sont déplacés vers l'ouest, le fort a été utilisé comme point de rassemblement de la police montée du Nord-Ouest (NWMP) en préparation de leur Marche vers l'Ouest de 1874. Les constables sont arrivés de l'Est via les États-Unis, ce qui a été le seul évènement où toute la force c'est retrouvé au même endroit. Le 8 juillet 1874, la NWMP partie du fort et commença sa mission d'assurer le respect de la loi et le maintien de l'ordre dans les Territoires du Nord-Ouest. La NWMP a utilié ensuite le fort Dufferin comme siège social, avant qu'il soit déplacé à Winnipeg l'année suivante.
Entre 1875 et 1879, le gouvernement canadien a utilisé le fort Dufferin comme poste d'immigration pour les bateaux à vapeur qui entraient au pays et comme station de quarantaine pour le bétail. Avec la complétion de la ligne de chemin de fer internationale à Emerson en 1878, la circulation des bateaux à vapeur sur la rivière a pris fin et le poste d'immigration n'était plus demandé. Le fort a été abandonné en 1879 et la propriété a été vendue.

## Site historique
Le fort Dufferin a été désigné comme lieu historique national du Canada le 20 mai 1937. Le site est accessible au public durant l'été. Quelques bâtiments, bien que détériorés subsistent toujours. Des initiatives de préservation du site sont assurées par de nombreux groupes, qui comprennent des résidents locaux, le gouvernement canadien et l'association des anciens
de la Gendarmerie royale du Canada,,,.